# Prumna ussuriensis
Prumna ussuriensis är en insektsart som beskrevs av Yu S. Tarbinsky 1930. Prumna ussuriensis ingår i släktet Prumna och familjen gräshoppor. Inga underarter finns listade i Catalogue of Life.